# Swertia tibetica
Swertia tibetica là một loài thực vật có hoa trong họ Long đởm. Loài này được Batalin miêu tả khoa học đầu tiên năm 1895.